# Diócesis de Zielona Góra-Gorzów
La diócesis de Zielona Góra-Gorzów (en latín: Dioecesis Viridimontanensis-Gorzoviensis y en polaco: Diecezja zielonogórsko-gorzowska) es una circunscripción eclesiástica de la Iglesia católica en Polonia. Se trata de una diócesis latina, sufragánea de la arquidiócesis de Szczecin-Kamień. Desde el 23 de noviembre de 2015 su obispo es Tadeusz Lityński.

## Territorio y organización

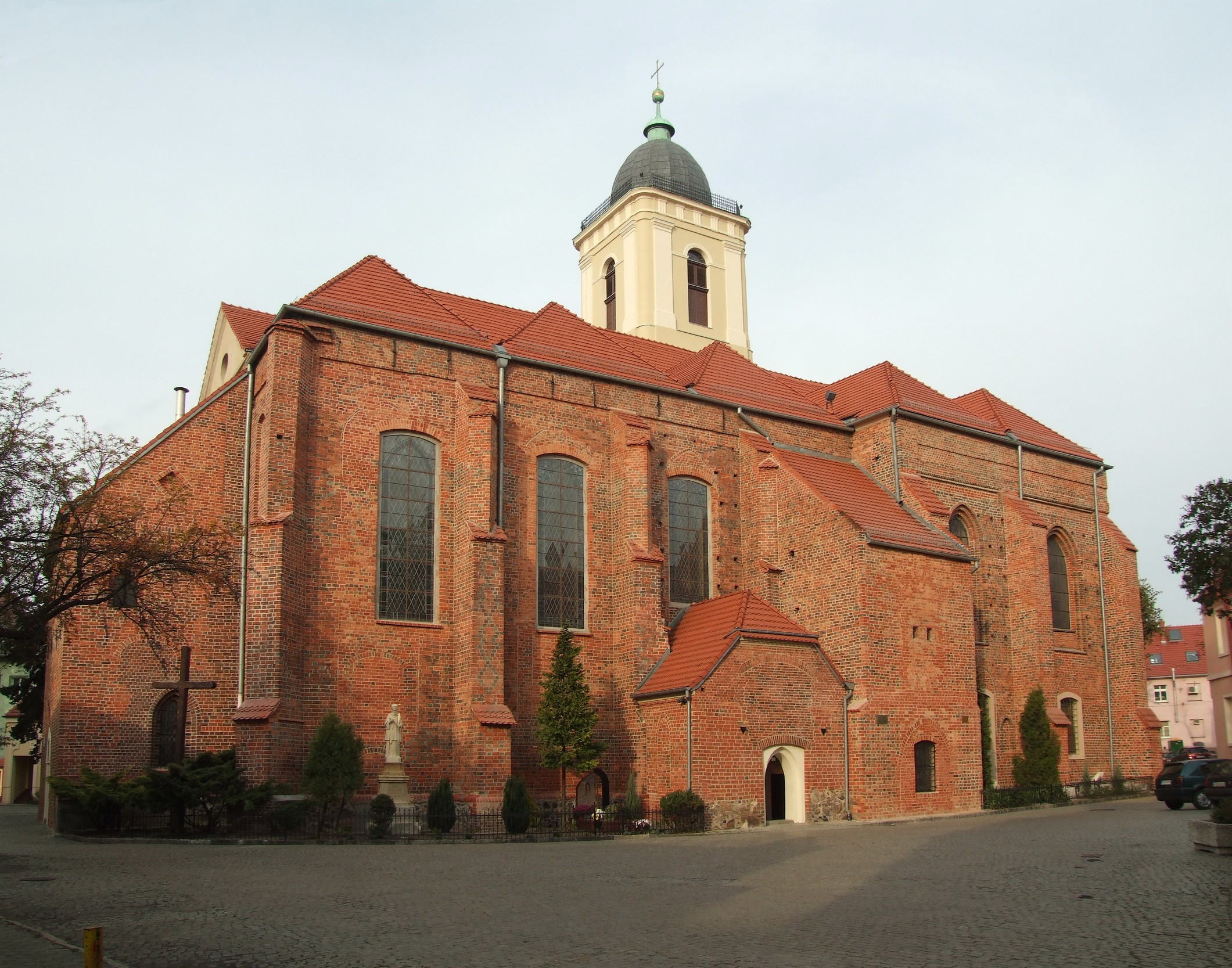
Concatedral de Santa Eduvigis, en Zielona Góra

La diócesis tiene 14 814 km² y extiende su jurisdicción sobre los fieles católicos de rito latino residentes en el voivodato de Lubusz y el distrito de Głogów en la parte septentrional del voivodato de Baja Silesia.

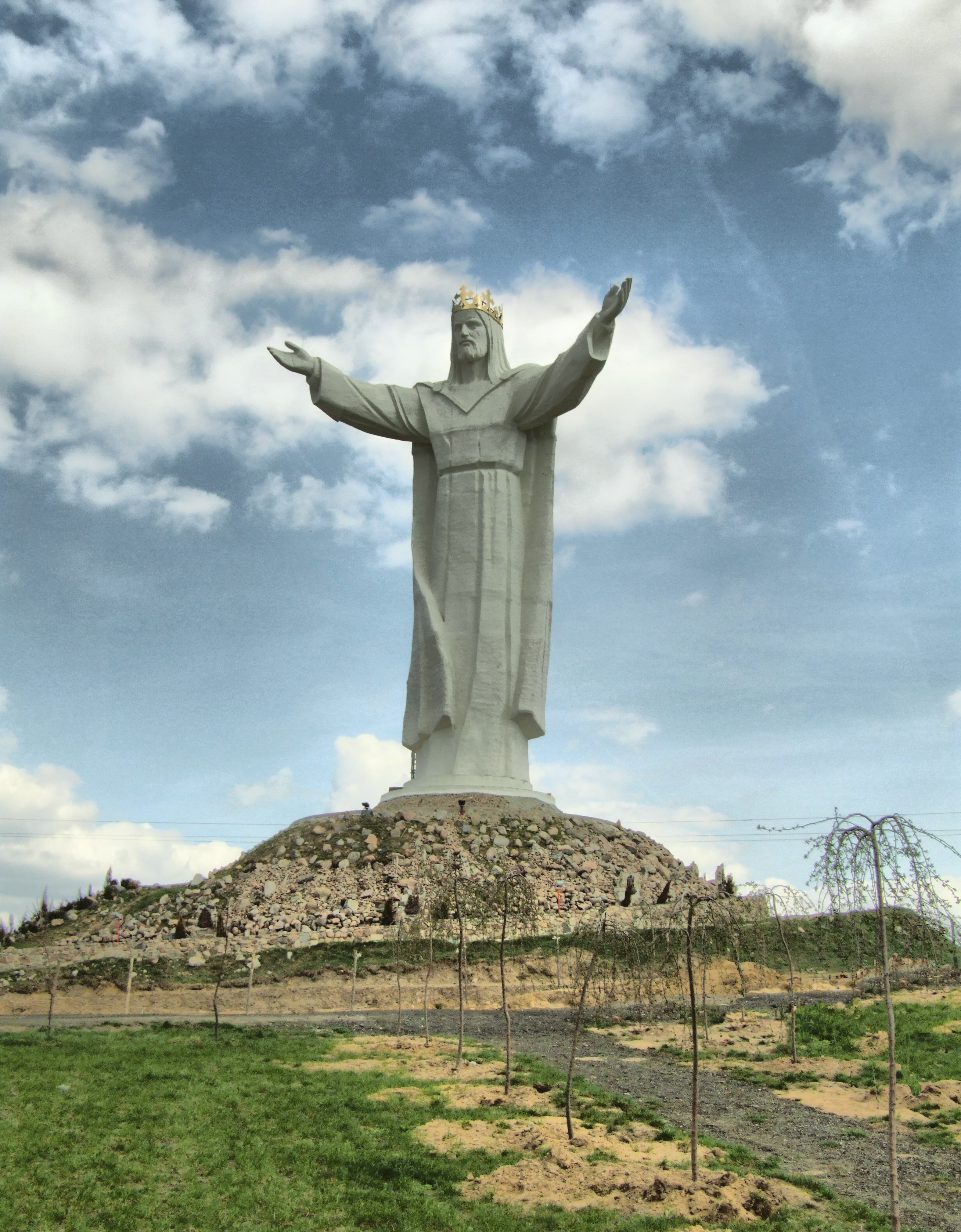
Estatua de Cristo Rey, en Świebodzin

La sede de la diócesis se encuentra en la ciudad de Zielona Góra, en donde se halla la Concatedral de Santa Eduvigis. En Gorzów Wielkopolski se encuentra la Catedral basílica de la Asunción de la Virgen María. En la ciudad de Świebodzin se encuentra la colosal estatua de Cristo Rey, una de las estatuas de Cristo más altas del mundo. En Rokitno se halla la basílica menor de Nuestra Señora.
En 2022 en la diócesis existían 270 parroquias agrupadas en 29 decanatos.

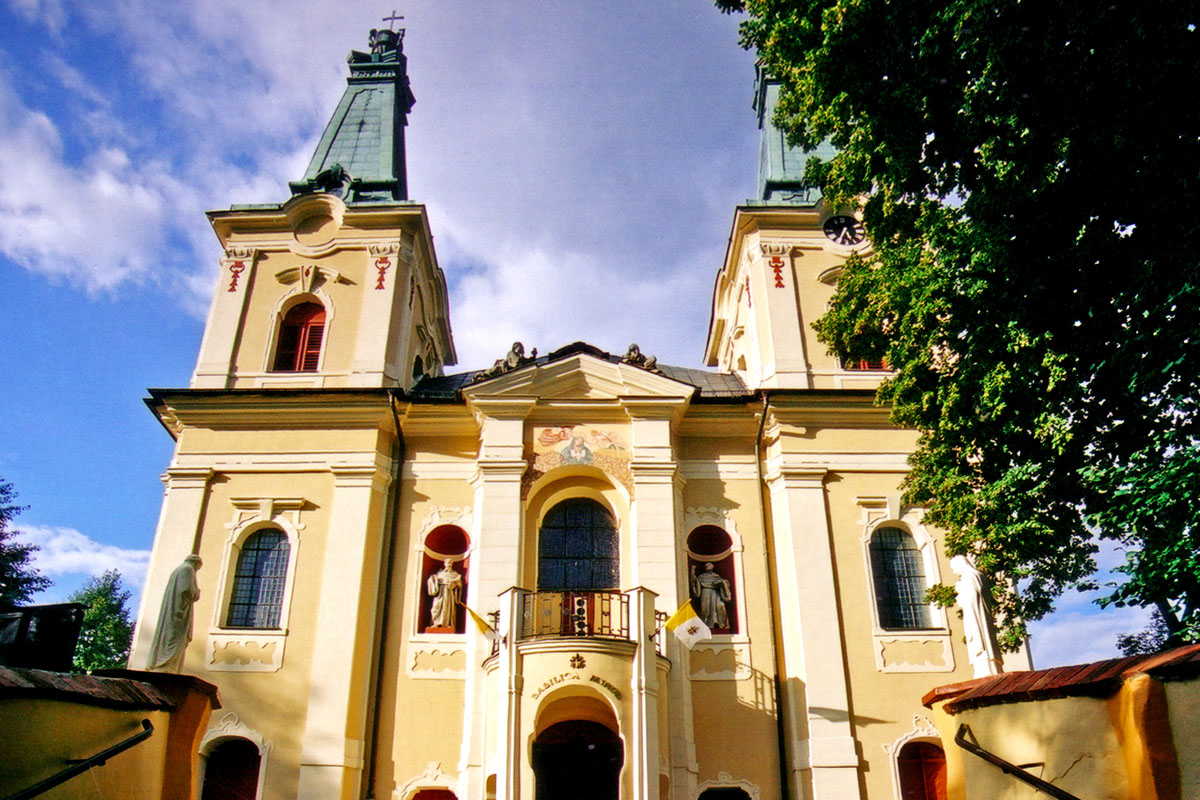
Basílica menor de Nuestra Señora, en Rokitno

## Historia
La diócesis de Lebus (o Lubusz) fue erigida alrededor de 1125 y era sufragánea de la arquidiócesis de Gniezno. En 1276 la sede fue transferida a Górzyca, luego, en 1385, a Fürstenwalde en Brandeburgo. A partir de 1555 el territorio de la diócesis pasó al protestantismo y la diócesis fue suprimida.
La heredera de esta ubicación histórica es la diócesis de Gorzów, erigida el 28 de junio de 1972 con la bula Episcoporum Poloniae del papa Pablo VI, obteniendo el territorio de la arquidiócesis de Breslavia, de la diócesis de Berlín (hoy arquidiócesis de Berlín) y de la prelatura territorial de Schneidemühl. Originalmente era sufragánea de la arquidiócesis de Breslavia.
El 25 de marzo de 1992 como resultado del bula Totus Tuus Poloniae populus del papa Juan Pablo II, asumió el nombre actual y se unió a la provincia eclesiástica de la arquidiócesis de Szczecin-Kamień. También cedió porciones de su territorio a la diócesis de Koszalin-Kołobrzeg.

## Estadísticas
Según el Anuario Pontificio 2023 la diócesis tenía a fines de 2022 un total de 932 662 fieles bautizados.
| Año                                                                             | Población            | Población | Población      | Sacerdotes | Sacerdotes    | Sacerdotes    | Bautizados por sacerdote | Diáconos permanentes | Religiosos | Religiosos | Parroquias |
| Año                                                                             | Bautizados católicos | Total     | % de católicos | Total      | Clero secular | Clero regular | Bautizados por sacerdote | Diáconos permanentes | Varones    | Mujeres    | Parroquias |
| ------------------------------------------------------------------------------- | -------------------- | --------- | -------------- | ---------- | ------------- | ------------- | ------------------------ | -------------------- | ---------- | ---------- | ---------- |
| 1980                                                                            | 1 053 000            | 1 088 000 | 96.8           | 441        | 296           | 145           | 2387                     |                      | 151        | 288        | 210        |
| 1990                                                                            | 1 166 000            | 1 198 000 | 97.3           | 562        | 411           | 151           | 2074                     |                      | 156        | 309        | 249        |
| 1999                                                                            | 941 000              | 1 060 000 | 88.8           | 592        | 499           | 93            | 1589                     |                      | 99         | 423        | 252        |
| 2000                                                                            | 942 000              | 1 063 000 | 88.6           | 592        | 502           | 90            | 1591                     |                      | 94         | 399        | 256        |
| 2001                                                                            | 992 797              | 1 060 297 | 93.6           | 593        | 512           | 81            | 1674                     |                      | 88         | 389        | 259        |
| 2002                                                                            | 987 715              | 1 057 714 | 93.4           | 607        | 518           | 89            | 1627                     |                      | 99         | 247        | 260        |
| 2003                                                                            | 974 558              | 1 051 058 | 92.7           | 607        | 520           | 87            | 1605                     |                      | 97         | 241        | 261        |
| 2004                                                                            | 1 099 830            | 1 150 063 | 95.6           | 611        | 521           | 90            | 1800                     |                      | 100        | 267        | 261        |
| 2010                                                                            | 980 569              | 1 096 181 | 89.5           | 617        | 515           | 102           | 1589                     |                      | 118        | 219        | 266        |
| 2014                                                                            | 989 400              | 1 160 000 | 85.3           | 641        | 542           | 99            | 1543                     |                      | 107        | 176        | 267        |
| 2017                                                                            | 1 051 551            | 1 090 539 | 96.4           | 636        | 529           | 107           | 1653                     |                      | 114        | 190        | 269        |
| 2020                                                                            | 932 662              | 1 062 734 | 87.8           | 620        | 516           | 104           | 1504                     |                      | 110        | 188        | 270        |
| 2022                                                                            | 916 271              | 1 050 969 | 87.2           | 583        | 490           | 93            | 1571                     | 1                    | 98         | 174        | 270        |
| Fuente: Catholic-Hierarchy, que a su vez toma los datos del Anuario Pontificio. |                      |           |                |            |               |               |                          |                      |            |            |            |

## Episcopologio
- Wilhelm Pluta † (28 de junio de 1972-22 de enero de 1986 falleció)
- Józef Michalik (1 de octubre de 1986-17 de abril de 1993 nombrado arzobispo de Przemyśl)
- Adam Dyczkowski † (17 de julio de 1993-29 de diciembre de 2007 retirado)
- Stefan Regmunt (29 de diciembre de 2007-23 de noviembre de 2015 renunció)
- Tadeusz Lityński, desde el 23 de noviembre de 2015